# 위키데이터
위키데이터(영어: Wikidata)는 위키미디어 재단에서 운영하는, 협력적으로 편집 가능한 지식 베이스이다. 위키백과 등 위키미디어 프로젝트에서 공통으로 사용할 정보(예를 들어 생일 등)을 제공하는 것을 목적으로 한다. 위키미디어 프로젝트에서 사용하는 미디어 파일의 저장소를 제공하는 위키미디어 공용과 비슷하다.

## 개념
위키데이터는 항목에 초점을 맞춘 도큐먼트 지향(document-oriented) 데이터베이스이다. 각각의 항목(혹은 위키백과 문서 관리를 위한 항목)은 유일한 ID를 갖고 있는데, 접두사로 Q가 붙어 있는 Q2013와 같은 항목명을 가지고 있다. 이렇게 하면 번역될 필요 없이 모든 언어로 정보를 제공할 수 있음을 의미한다. 정보는 키쌍 개념으로 저장되는데 이러한 경우 정보는 속성이라는 주제명(등장인물 등)에 항목이 연결된다. 일단 연결되기만 하면 모든 언어로 정보가 제공된다.

위키데이터에 사용되는 가장 중요한 용어들을 보여주고 있다.

## 개발 역사
위키데이터는 2012년 10월 29일 시작되었으며, 이는 위키미디어 재단에서 2006년 이후 만든 첫 새 프로젝트이다.
위키데이터는 위키미디어 독일 지부에 의해 2012년 4월부터 개발 과정에 착수하였다. 이 프로젝트를 창설하기 위해 앨런 인공지능 연구소와 고든 앤 베티 무어 재단, 그리고 구글이 총 130만 유로를 기부하였다.
위키데이터의 초기 개발은 위키미디어 독일에서 관리하고 있으며, 세 단계로 나누어 진행된다.
1. 같은 주제에 대해 다루는 다른 언어의 위키백과 문서를 연결하는 인터언어 링크의 중앙 집중화.
2. 위키백과에서 쓰이는 정보상자 자료의 저장소 제공.
3. 위키데이터의 데이터에 기반한 목록의 생성과 갱신.

위키데이터의 1단계는 2012년 10월 30일부터 동작에 들어갔다. 첫 단계에서는 기본적인 정보를 만들고 채울 수 있다. 항목의 레이블(이름이나 제목), 별명(대상을 부르는 다른 이름), 설명, 해당 주제에 대한 위키백과의 문서의 링크 등을 제공한다. 각 항목은 Q로 시작하는 고유의 숫자로 구분된다. 예를 들어 정치에 관한 항목은 Q7163이다.
초기 단계에서, 위키데이터는 인터언어 링크를 보관하기만 했으며, 위키백과 언어판에서는 접근할 수 없었다. 2013년 1월 14일, 헝가리어 위키백과가 위키데이터를 통해 인터언어 링크 정보를 이용하기 시작했다. 1월 30일에는 히브리어 위키백과와 이탈리아어 위키백과, 2월 13일에는 영어 위키백과, 3월 6일에는 한국어 위키백과를 포함한 모든 위키백과와 연결되었다.
| Wikipedia screenshot |  | Wikidata screenshot |

2단계 기능은 2013년 2월 4일부터 키-값 쌍 형태로 시작되었다. 처음에는 두 항목을 연결하는 제한적인 방식만 제공되었으나, 다양한 자료형(날짜나 좌표)도 개발되고 있다. 이렇게 구축된 자료는 위키백과에서 공동으로 사용할 수 있게 되었으며, 헝가리어, 히브리어, 이탈리아어 위키백과에서 2013년 3월 말에 처음 설치되었다.

## 같이 보기
- 인터위키
- 디비피디아
- 시맨틱 미디어위키